# Greva foamei
Greva foamei este refuzul hranei, de către o persoană, ca un semn de protest împotriva unui act sau tratament abuziv (orientat în special împotriva unei autorități) sau ca o formă de manifestare a unui protest politic.
Greva foamei este o formă de protest care are ca scop obținerea rezolvării anumitor revendicări. Nu este reglementată de vreo lege anume. Ea este, practic, alegerea ca ultimă formă de protest a celui care consideră ca toate celelalte forme de revendicare sunt epuizate.
Refuzul copilului de a mânca poate fi considerat, în unele cazuri, o formă de șantaj emoțional practicată de copil. Acestei forme de protest părinții îi cedează rapid. În felul acesta, copilul primește libertatea de a alege ce dorește (alt aliment, o jucărie, o promisiune, amânarea mesei).

## Situația legală a grevei foamei în România
Potrivit art. 40 din Legea nr. 168/1999, privind soluționarea conflictelor de muncă, greva constituie o încetare colectivă și voluntară a lucrului într-o unitate și poate fi declarată pe durata desfășurării conflictelor de interese, în condițiile legii, ea putând fi declarată numai pentru apărarea intereselor cu caracter profesional, economic sau social ale salariaților și numai după epuizarea posibilităților de soluționare a conflictelor de interese prevăzute de lege.
Potrivit reglementarii în vigoare (art. 43), grevele pot fi de avertisment, de solidaritate și greve propriu-zise.
Legea nu conține dispoziții cu privire la alte categorii de greve cum ar fi greva „perlată”, greva „de zel”, greva „bușon” sau „greva foamei”. Aceste tipuri de greve, reglementate în alte legislații, nu pot fi considerate licite potrivit legii române deoarece nu presupun încetarea colectivă a lucrului și, prin urmare, nu se încadrează în definiția legală a grevei. Ele se înscriu în noțiunea de executare necorespunzătoare a prevederilor contractului individual de muncă, astfel că unitatea angajatoare poate dispune măsuri disciplinare în funcție de gravitatea faptei.
Prin urmare, ”greva foamei” declanșată de un singur salariat nu constituie o grevă în sensul art. 40 din Legea nr. 168/1999, ci este asimilată unei abateri grave de la normele regulamentului de ordine interioară – absențe nemotivate de la serviciu.

## Situații extreme
Un român, Virgil Cristian Pop, 38 de ani, a fost arestat de autoritățile italiene în 2000, pentru că ar fi comis mai multe furturi și jafuri. A fost condamnat la 18 de închisoare, deși a susținut mereu că este nevinovat. În disperare de cauză, a recurs la greva foamei, în speranța că prin acest protest extrem va obține o suspendare a pedepsei. Deținutul a refuzat hrana timp de 50 de zile, perioadă în care starea lui de sănătate s-a deteriorat din ce în ce mai mult. Deși în închisoare a fost văzut de medici și de specialiști psihiatri, românul a refuzat să primească hrană intravenos și chiar și-a smuls perfuziile puse de doctori. Când conducerea penitenciarului a decis să-l ducă la spital, trupul său era atât de slăbit încât nu a mai putut fi salvat.

## Greva foamei în penitenciar (refuzul de hrană)
În timpul detențiunii, unii condamnați pot recurge la forme de protest față de administrația penitenciarului, ajungându-se chiar la declararea grevei foamei (refuzul de hrană, reglementă de art. 54-55 din Legea nr. 254/2013) de către un deținut, care poate pune în pericol sănătatea acestuia. Refuzul de hrană poate avea un impact nedorit atât individual (personal pentru condamnat), dar și colectiv (asupra celorlalți condamnați), motiv pentru care acest incident trebuie să fie tratat cu grijă, astfel încât să conducă la soluționarea conflictului și la încetarea grevei.